# Campionato balcanico maschile di pallacanestro 1972
Il 14º Campionato Balcanico Maschile di Pallacanestro, si è disputato a Sarajevo, in Jugoslavia, tra il 25 e il 29 luglio 1972.

## Risultati
|    | Nazionale  | G | V | P | PF  | PS  | Diff. |
| -- | ---------- | - | - | - | --- | --- | ----- |
| 1. | Jugoslavia | 4 | 4 | 0 | 386 | 286 | +100  |
| 2. | Grecia     | 4 | 3 | 1 | 311 | 273 | +38   |
| 3. | Romania    | 4 | 2 | 2 | 300 | 314 | -14   |
| 4. | Bulgaria   | 4 | 1 | 3 | 305 | 325 | -20   |
| 5. | Turchia    | 4 | 0 | 4 | 256 | 360 | -104  |

## Classifica finale
| -  | Paese      | Formazione |
| -- | ---------- | ---------- |
|    | Jugoslavia |            |
|    | Grecia     |            |
|    | Romania    |            |
| 4. | Bulgaria   |            |
| 5. | Turchia    |            |